# Bataille du Rocher de La Piochais (21 décembre 1795)
Pour les articles homonymes, voir Bataille du Rocher de La Piochais.
Chouannerie
Batailles
- Liffré
- 1re Argentré
- Expédition de Quiberon
- Plouharnel
- Quiberon
- Segré
- 1er Rocher de La Piochais
- La Ceriseraie
- La Cornuaille
- 1re La Croix-Avranchin
- La Vieuville
- Boucéel
- 1re Saint-James
- 2e Rocher de La Piochais
- 2e La Croix-Avranchin
- Auverné
- Andigné
- Croix-Couverte
- Tinchebray
- L'Auberge-neuve
- Locminé
- Saint-Hilaire-des-Landes
- Val de Préaux
- Le Grand-Celland
- 2e Argentré
- Noyant-la-Gravoyère
- La Hennerie
- Saint-Aubin-du-Cormier
- Le Mans
- Nantes
- Saint-Brieuc
- Le Lorey
- Mont-Guéhenno
- La Tour d'Elven
- 2e Saint-James
- Les Tombettes
- Pont du Loc'h

La deuxième bataille du Rocher de La Piochais se déroule le 21 décembre 1795 pendant la Chouannerie. Elle s'achève par la victoire des chouans qui tendent une embuscade à un convoi républicain parti de Fougères pour ravitailler le bourg patriote de Saint-Georges-de-Reintembault.

## Prélude
En décembre 1795, les chouans commencent à assiéger Saint-Georges-de-Reintembault, un gros bourg de 4 000 habitants qui est alors l'un des principaux bastions patriotes de la région,,. Saint-Georges dispose de fortifications et est défendue par une garnison de 300 à 400 soldats et gardes territoriaux,. Selon les mémoires de l'officier royaliste Toussaint du Breil de Pontbriand, les patriotes lancent également des raids dans les communes environnantes et l'assassinat de quelques chouans isolés, surpris chez eux, décide Aimé Picquet du Boisguy à rassembler ses troupes pour attaquer le bourg,.
Ne disposant d'aucune pièce d'artillerie pour prendre d'assaut les fortifications, Boisguy tente d'abord provoquer les patriotes pour les pousser à faire une sortie, mais sans succès,. Il fait alors bloquer les avenues et détruire les moulins afin de réduire le bourg par la famine,,. Il envoie également Bonteville surveiller Fougères avec une partie de ses troupes,. Le 14 décembre, ce dernier repousse entre Ernée et Fougères une petite colonne qui laisse quelques tués et prisonniers,.
Le 19 décembre, les administrateurs du district de Fougères reçoivent une lettre du maire de Saint-Georges-de-Reintembault. Ils lancent alors un appel à l'aide au général Quantin, chef d'état-major de l'armée des côtes de Brest, pour lui réclamer des troupes. Ils écrivent que : « les chouans [...] ont réalisé le projet d’affamer le cantonnement et les habitants du chef-lieu, en détruisant les moulins qui faisaient leurs farines. Ils n’ont plus de pain que jusqu’au premier du mois prochain et ils ont été sommés de se rendre dans deux jours, sinon ils sont menacés de voir incendier tous les villages et enlever tous les grains et bestiaux ». De son côté Pontbriand écrit dans ses mémoires : « La garnison de Saint-Georges avait des vivres pour quinze jours, mais les gardes territoriaux et les habitants n'en avaient presque plus au bout de quatre jours; le septième, ils parlèrent de capituler. Du Boisguy leur fit dire qu'il n'exigeait d'eux que la remise de leurs armes et munitions, avec la promesse que désormais ils se tiendraient tranquilles chez eux, moyennant quoi la garnison serait reconduite sans armes à Fougères »,.
Mais le 20 décembre, Fougères reçoit dans ses murs une colonne de 300 soldats venue d'Ernée et en route pour Avranches. L'adjudant-général Bernard, commandant de la ville, décide alors de profiter de ce renfort pour envoyer des secours à Saint-Georges. Le lendemain, la colonne, renforcée par une partie de la garnison de Fougères, se met en route avec ordre de ravitailler Louvigné-du-Désert en vivres et en munitions, puis de se porter sur Saint-Georges-de-Reintembault pour protéger l'évacuation du cantonnement,.
De son côté, Boisguy est informé par Bonteville dans la nuit du 20 au 21 décembre de l'arrivée de renforts républicains à Fougères,. Il abandonne alors le siège de Saint-Georges-de-Reintembault, lève tous les postes et rassemble ses troupes, avant de se porter sur Landéan pour rejoindre Bonteville,. Il décide ensuite d'attendre les républicains au Rocher de La Piochais — également orthographié La Plochais,, La Piochaye ou La Plochaye, — situé au milieu de marais, sur la route de Landéan à Louvigné-du-Désert. Le lieu avait été le théâtre d'un précédent combat en juillet qui s'était achevé à l'avantage des chouans,.

## Forces en présence
D'après le rapport au département du commissaire provisoire de Fougères, l'escorte est forte de plus de 500 hommes, dont 300 de la colonne d'Avranches, auxquels sont adjoints des troupes de la garnison de Fougères,. Les chouans sont quant à eux estimés entre 6 000 et 8 000,, ce qui semble exagéré.
Pour l'officier royaliste Toussaint du Breil de Pontbriand, les chouans sont environ 2 800,. Il estime que les républicains alignent le même nombre d'hommes, dont 1 800 venus des frontières et 1 000 de la garnison de Fougères, commandés par un « général de brigade » dont il ne donne pas le nom et par le chef de bataillon Joré, le commandant des carabiniers à pied,.

## Déroulement

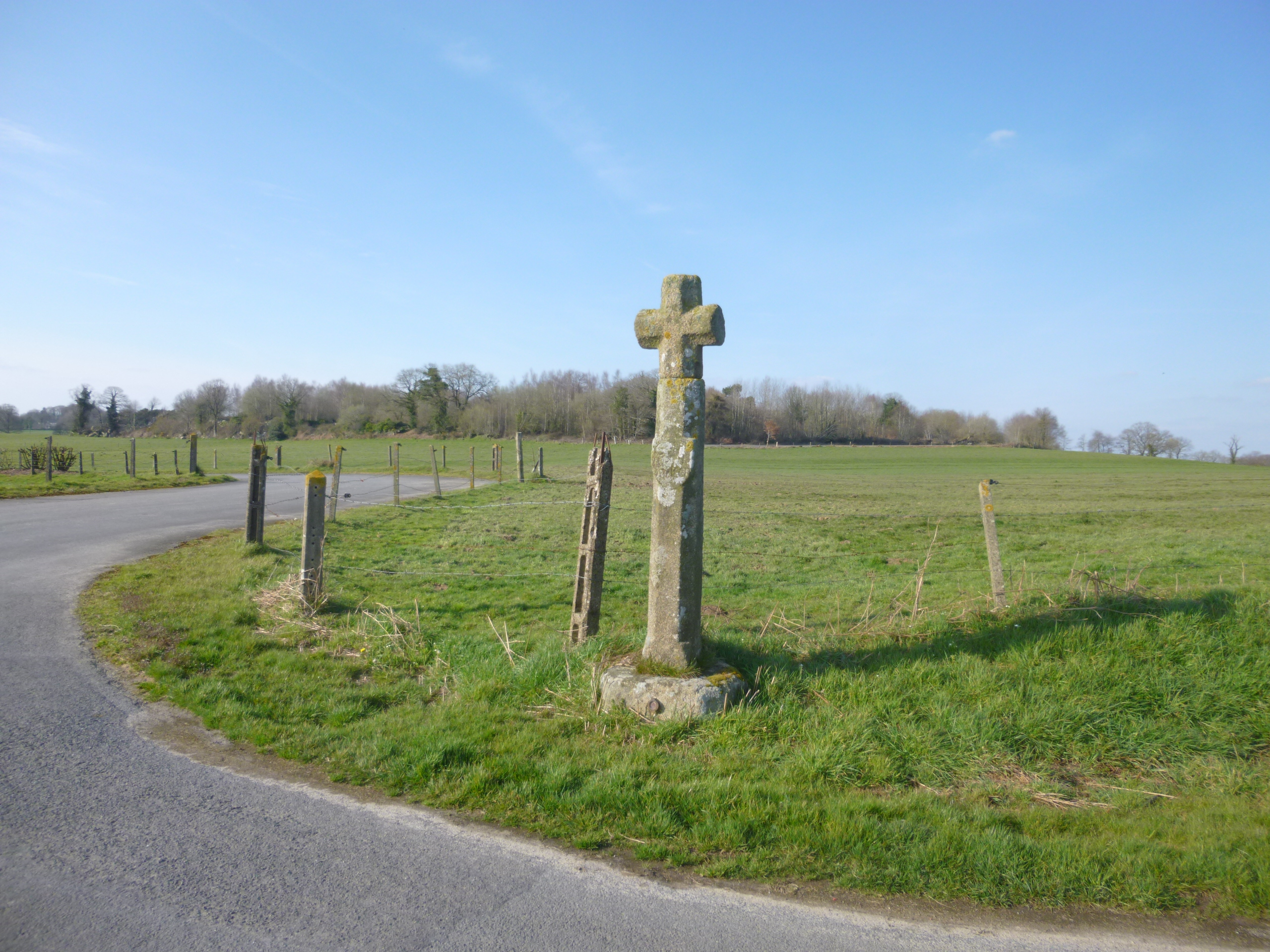
Vue en 2016 des hauteurs du Rocher de la Piochais depuis la route de Fougères.

Le combat s'engage le 30 frimaire, soit le 21 décembre. Du côté des chouans, Bonteville commande le flanc droit, Saint-Gilles le centre et Dauguet la gauche avec ses Normands,. Boisguy prend quant à lui la tête d'une troupe de 400 hommes pour prendre le convoi à revers,. Le rapport républicain fait mention de « quatre colonnes, l'une en uniforme gris, l'autre en uniforme rouge, l'autre en uniforme bleu et l'autre en habit de paysans »,.
D'après le récit laissé par Toussaint du Breil de Pontbriand, les chouans arrivent à la pointe du jour au Rocher de La Piochais, où ils prennent position,. Peu après dans la matinée, les troupes républicaines font leur apparition sur la route de Fougères,. Cependant elles repèrent l'embuscade et se mettent en formation en lançant des railleries et des insultes aux chouans, puis marchent baïonnette au canon pour les déloger de leur position,. Selon Pontbriand : « ces soldats, qui n'avaient point encore combattu les Royalistes, qu'on leur avait représentés comme un ramas de paysans sans discipline, les insultaient à haute voix et les engageaient ironiquement à les attendre »,. Les chouans les laissent s'approcher jusqu'à une distance de 20 pas puis ouvrent le feu,. Après avoir essuyé plusieurs décharges meurtrières, le commandant républicain ordonne la retraite et ses troupes rétrogradent en bon ordre sous le feu des royalistes,. Peu après, à l'autre bout de la colonne, Boisguy enfonce l'arrière-garde avec ses 400 hommes et se saisit des voitures de vivres et de pains destinées à ravitailler Saint-Georges,. Les républicains sont alors attaqués de tous côtés, avec les marais sur leurs flancs,. À l'avant-garde, le commandant du convoi met sa troupe en formation carré et Joré fait de même à l'arrière-garde après avoir rallié les fuyards,. Mais les républicains, à découvert, restent constamment sous le feu des chouans, qui sont protégés par les marais et restent embusqués derrière les fossés et les haies,. Bonteville, Saint-Gilles et Dauguet lancent alors une charge sur le carré de l'avant-garde et leur supériorité numérique permet de l'écraser rapidement,. Le carré de Joré et de ses carabiniers résiste plus longtemps, les hommes de Boisguy y pénètrent un instant, puis en sont délogés, avant qu'une deuxième attaque ne s'avère décisive,. Les lignes républicaines sont disloquées et les soldats en déroute s'enfuient vers Fougères,. Les combats ont duré trois heures,.

## Pertes
Les pertes des républicains sont particulièrement lourdes. Dans un premier rapport adressé au Directoire, les administrateurs républicains de Fougères écrivent que « la perte de l'escorte va à plus de moitié tant en tués que blessés »,. Le lendemain du combat, le commissaire provisoire de Fougères écrit au département que « l'escorte a perdu au moins la moitié des soldats qui la composaient »,,. Les corps auraient été enterrés à la prairie de Chevaux-Morts.
Dans ses mémoires, Toussaint du Breil de Pontbriand affirme que les pertes des chouans sont de 39 tués et d'environ 40 blessés, tandis que celles des républicains s'élèvent à plus de 1 200 tués,. Il affirme également qu'il ne rentra pas  200 hommes sans blessure à Fougères,.

## Conséquences
Cette défaite est vécue comme une catastrophe par les patriotes de la région,. Le rapport du commissaire provisoire de Fougères à l'administration du département exagère la situation et témoigne de la panique des patriotes : « Nous avons pour ennemis sur notre territoire, les chouans du Maine, de la Haute et Basse-Bretagne, de la Normandie, des Vendéens et d'une foule d'émigrés. Notre pays est donc celui sur lequel on devrait le plus ouvrir les yeux et celui qu'on néglige le plus »,. Ses supplications sont cependant entendues : Gabriel d'Hédouville, général en chef de l'Armée des côtes de Brest, envoie une colonne commandée par le général Rey renforcer la place de Fougères, le général Bonnaud arrive également avec 400 hommes pour renforcer les cantonnements et l'adjudant-général Bernard reçoit l'ordre de maintenir à Fougères les survivants de la bataille de la Plochais. D'après Pontbriand, le général de brigade Jean Humbert arrive également en urgence à Fougères depuis Vitré avec 800 hommes,.